# Haswell (Kolorado)
Haswell – miasto w Stanach Zjednoczonych, w stanie Kolorado, w hrabstwie Kiowa.